# 산 목록
다음은 산 목록이다.
- 최고 고도순 나라 목록
- 칠대륙 최고봉
- 산맥 목록

## 가
- 가셔브룸 1봉
- 가셔브룸 2봉
- 갈회피겐산
- 게를라호프스키봉
- 구이지산
- 그라우스산
- 금강산1638m

## 나
- 난다코트산
- 낭가파르바트산

## 다
- 다마반드산
- 다울라기리산
- 디날리산(매킨리산)
- 다카오 산

## 라
- 러시모어산

## 마
- 마나슬루산
- 마우나케아산
- 마차푸차레산
- 마칼루산
- 마터호른산
- 몬테로사산
- 몽블랑산

## 바
- 백두산
- 북한산
- 벨루하산
- 브로드피크산
- 빈슨매시프

## 사
- 사이프레스산
- 시샤팡마산
- 시하라산

## 아
- 아닉산
- 아라라트산
- 아사마산
- 아이거산
- 아콩카과산
- 안나푸르나
- 어메이산
- 에베레스트산
- 에트나산
- 엘곤산
- 엘브루스산
- 올림푸스산
- 우당산
- 우이산
- 우타이산
- 이디산
- 이스모일소모니봉

## 자
- 지리산
- 중주르산
- 징강산

## 차
- 초오유산

## 카
- 카르핀스키산
- 칸첸중가산
- 케냐산
- K2
- 클류쳅스카야산
- 킬리만자로

## 타
- 태산
- 테리스케이알라타우산

## 파
- 판시팡산
- 파르나소스산
- 피크 뒤 미디 드 비고르
- 핑딩산

## 하
- 하루나산
- 하코네산
- 항산
- 호타카산
- 화산
- 한라산
- 황산
- 후지산